# Mandín
Mandín (llamada oficialmente Santa María de Mandín) es una parroquia y un lugar del municipio español de Verín, en la provincia de Orense, Galicia.

## Organización territorial
La parroquia está formada por una entidad de población:
- Mandín

## Demografía
Gráfica demográfica de la villa y parroquia de Mandín según el INE español:
| Gráfica de evolución demográfica de Mandín entre 2000 y 2023 |
|                                                              |
| Datos según el nomenclátor publicado por el INE.             |

## Patrimonio
La parroquia cuenta con una iglesia situada en la plaza de Pilatos, junto a la fuente del pueblo.